# Sinfónica de Cobla y Cuerda de Cataluña

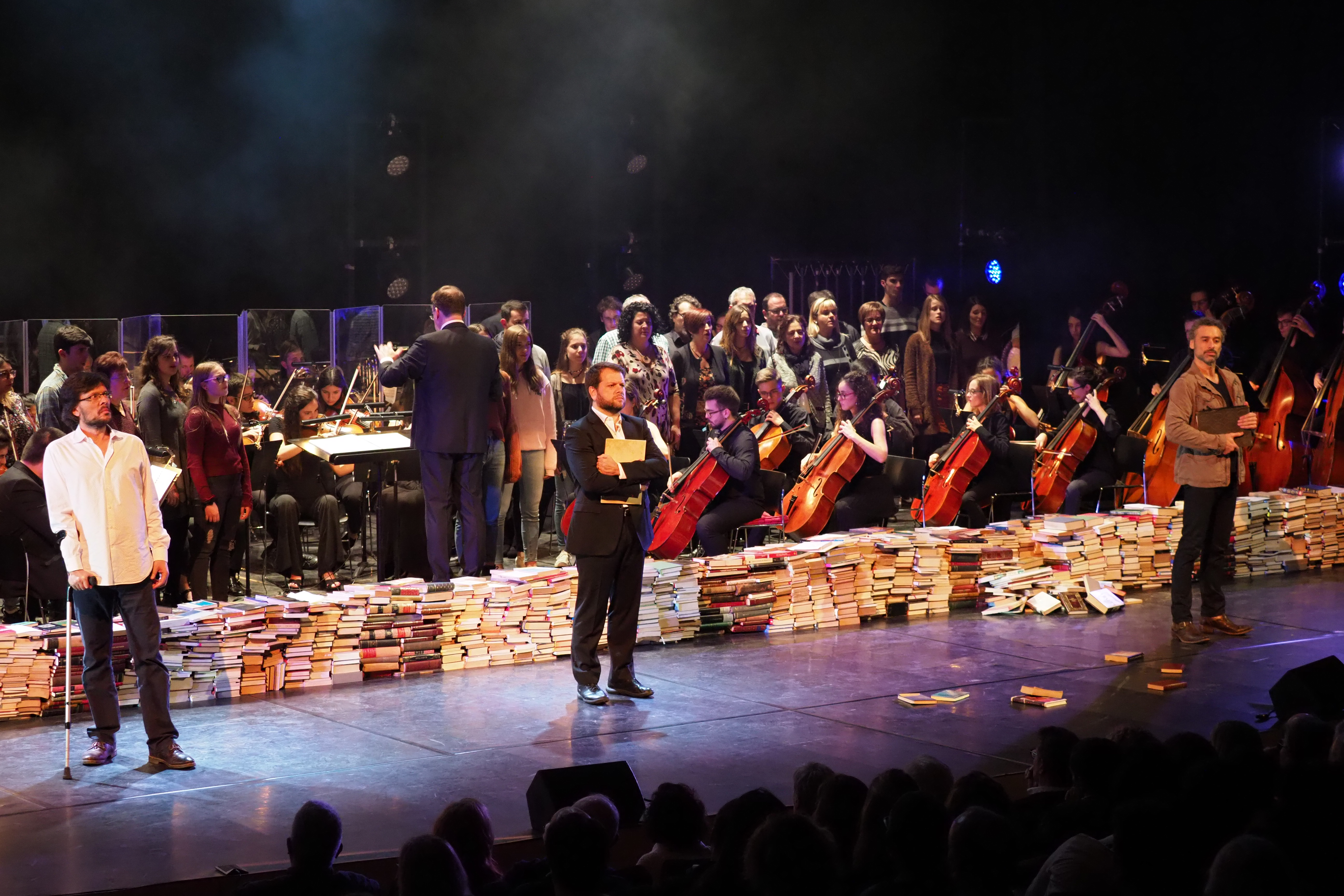
Òpera Llull Pere Duran

La Sinfónica de Cobla y Cuerda de Cataluña (SCCC) es una formación inédita de orquesta sinfónica, en la que se sustituyen los instrumentos de viento de las tradicionales orquestas sinfónicas (oboes, flautas, clarinetes y fagots) por los instrumentos característicos de la cobla (tenora, tible, flabiol y fiscornio), además de una sección de percusión y ocasionalmente arpa para redondear los colores y ritmo.

## Historia de La Sinfónica de Cobla y Cuerda de Cataluña

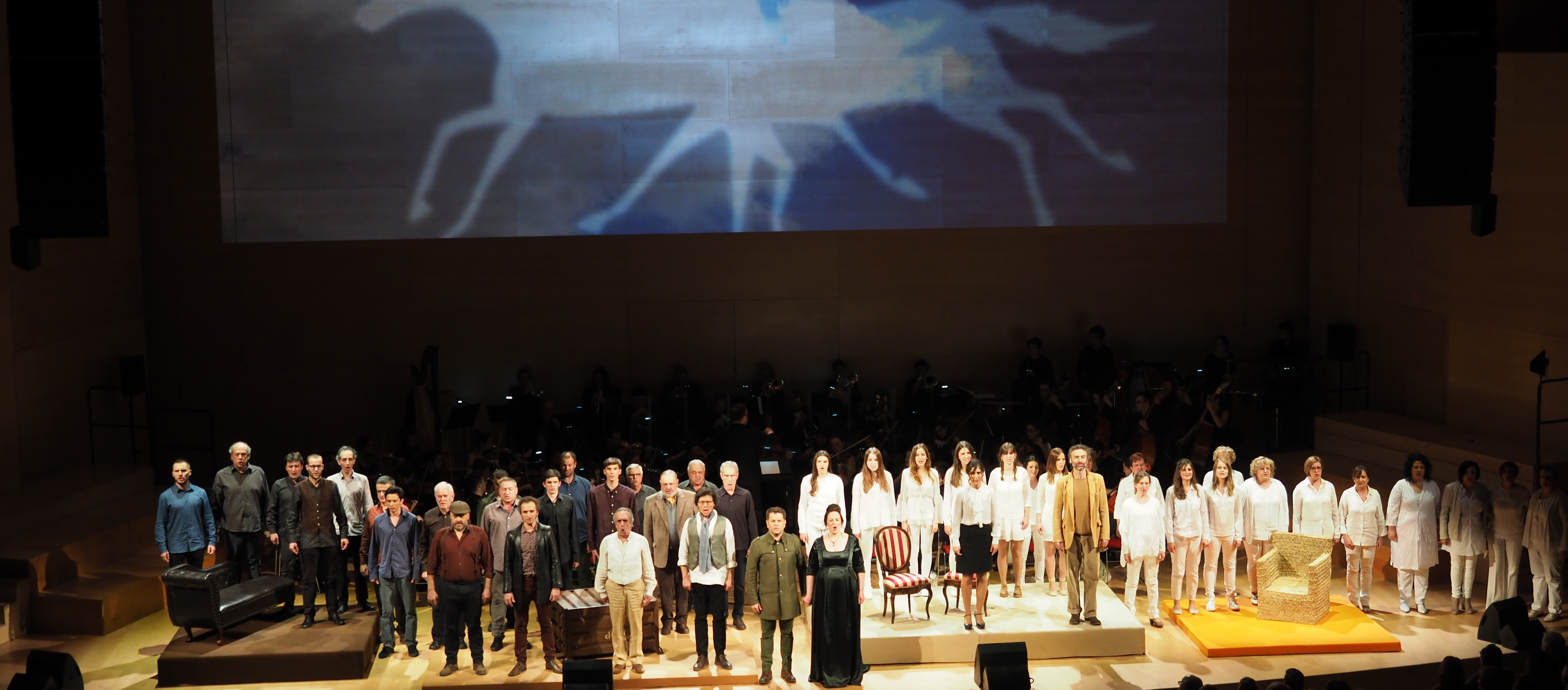
Cançó d'amor i de guerra Pere Duran

En el año 2008 La Principal de la Bisbal, cobla oficial de la Generalidad de Cataluña y Cruz de San Jorge, y la Orquesta de cámara del Ampurdán, Premio Nacional de Música de Cataluña, unieron sus trabajos para que tomara cuerpo una nueva orquesta denominada La Sinfónica de cobla y Cuerda de Cataluña, una formación orquestal inédita que tiene la particularidad de incluir los instrumentos de cuerda habituales de la orquesta sinfónica, pero que sustituye los instrumentos de viento usuales por el personalísimo sonido de la cobla, de la mano de la reconocida maestría de La Principal de la Bisbal. 
La Sinfónica de cobla y Cuerda de Cataluña, codirigida en el periodo 2008 - 2011 por Francesc Cassú y Carles Coll, titulares de las dos formaciones que la integraban, presentó su primer trabajo en Gerona el noviembre de 2008, con el disco "Sardanas para el mundo", que sirvió de credencial para mostrar las grandes posibilidades y el nuevo sonido que, según las palabras de los directores de la nueva orquesta, tenía que marcar  un hito en el mundo de la sardana. 
La creación de La Sinfónica de cobla y Cuerda de Cataluña tuvo su origen en la idea original de Narciso Lagares y cuenta desde sus inicios con el patrocinio y apoyo de la empresa gerundense Metalquimia, dirigida por Josep Lagares. 
La formación inicial constaba de 37 instrumentistas, a pesar de que en su segundo concierto - que tuvo lugar en Figueras el mes de enero de 2009 con motivo de la inauguración de la Capitalidad de la Cultura Catalana de la ciudad altempordanesa - la formación ya fue ampliada hasta 41 instrumentistas, y no ha parado de crecer año tras año. La SCCC fue escogida por TV3 (Televisión de Cataluña) para ofrecer los conciertos de Fin de año del 2010 y el 2011. 
A partir del año 2012, la Joven Orquesta de las Comarcas Gerundenses - el proyecto pedagógico de la Orquesta de Cadaqués - pasó a asumir los papeles de la cuerda y la percusión, y la Orquesta de Cámara de l'Empordà quedó desvinculada de la SCCC. Desde el año 2013, la formación  cuenta con más de setenta músicos, bajo la dirección artística y musical de Francesc Cassú y la dirección técnica de Jaume Lleixà.
El año 2015 la SCCC ha actuado en el  Gran Teatro del Liceo con Josep Carreras y la Polifónica de Puig-Reig; al Palacio de la Música Catalana interpretando las "Leyendas del Cine"; y, con motivo de la Fiesta del 11 de septiembre, la SCCC ofreció el concierto "Segamos arran" al Borne Centro Cultural.

## Repertorio de la SCCC

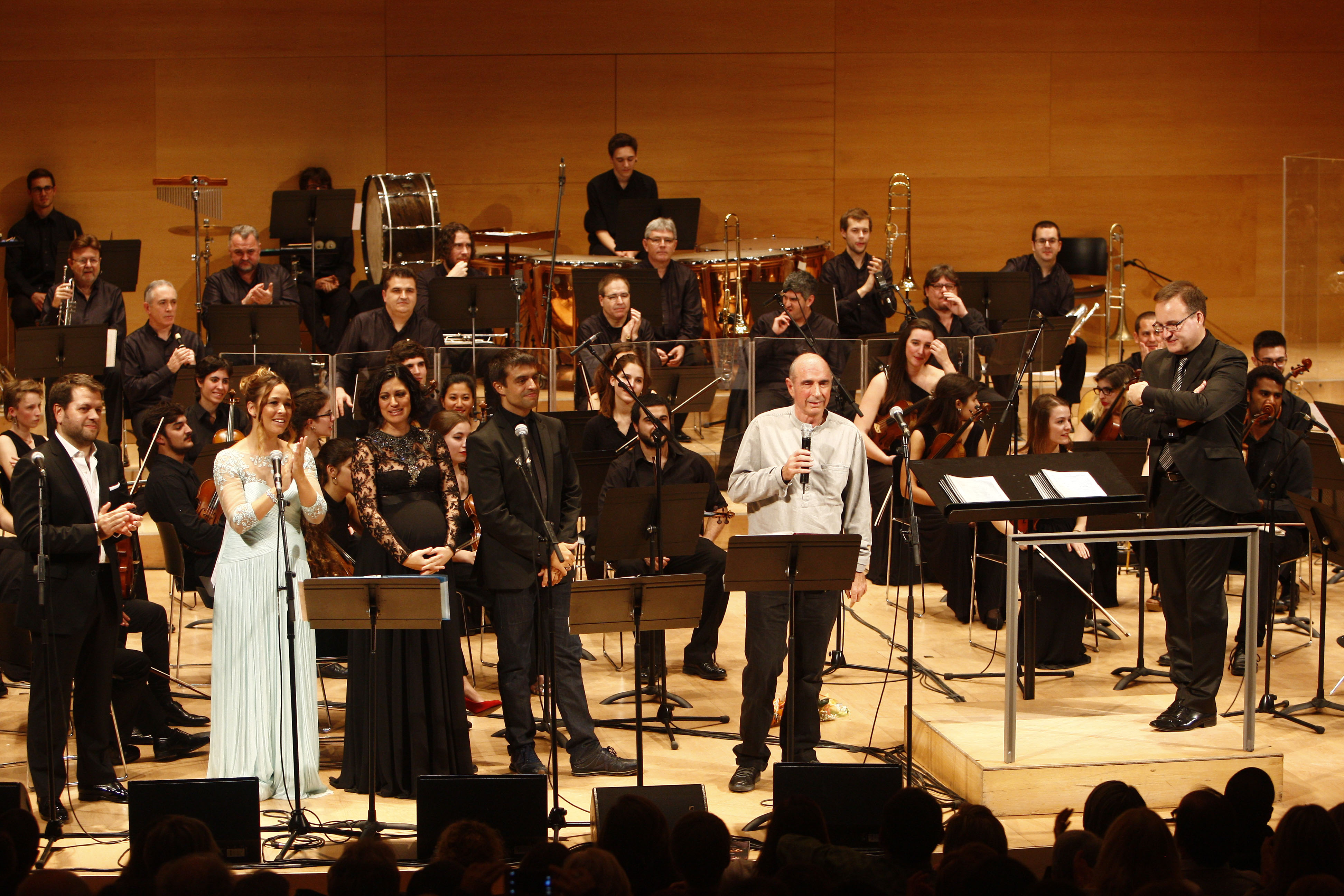
Tossudament Llach ®Pere Duran

En la primera etapa (2008 - 2011), su repertorio y primer CD "Sardanas para el Mundo" estuvo dedicado a la danza nacional catalana. Posteriormente, la Orquesta amplió su repertorio con la presentación el noviembre de 2009 de su segundo disco "Inolvidables en concierto" y de su tercer disco el noviembre de 2010, titulado "Con Cataluña al Corazón", los dos con una compilación de piezas musicales catalanas de todos los tiempos, que van desde El heredero Riera hasta el Loco por tú. Estos primeros trabajos incluían piezas encargadas a reconocidos músicos catalanes, como son Albert Guinovart, Salvador Brotons, Carles Cases, Enric Palomar o Valentí Miserachs y contaban con los arreglos y orquestaciones de una serie de expertos músicos, como son Manel Camp, Jordi Badia, Ricard Miralles, Esteve Palet, Jaume Cristau, Marc Timón, Francesc Burrull, Albert Carbonell y Jordi Molina, entre otros. 
La segunda etapa de la Sinfónica de cobla y Cuerda de Cataluña (a partir de la temporada 2012 - 2013), con la incorporación de la Joven Orquesta de las Comarcas Gerundenses y con Francesc Cassú como director artístico y musical, se ha caracterizado por la internacionalización del repertorio. Así han nacido los discos "Leyendas del Cine" (año 2012), con las principales bandas sonoras del cine del siglo XX, "Leyendas del Musical" (año 2013), con algunas de las piezas más emblemáticas del teatro musical de Broadway arregladas por Francesc Cassú y Adrià Barbosa, sin olvidar "Flor de noche", del compositor catalán Albert Guinovart, y "Leyendas del Pop&Rock" (año 2014), una compilación de éxitos de grupos del pop y el rock del siglo XX, con los cantantes Beth y Manu Tiza, y la incorporación de nuevos instrumentos, como la guitarra y el bajo eléctricos. 
El año 2015 la formación ha presentado en el Auditorio de Gerona su último dis "SCCC: The Very Best", una recopilación de las piezas más emblemáticas interpretadas por la SCCC en sus 7 años de historia concertística, con la participación de todos los artistas invitados que han acompañado la orquesta en sus actuaciones en directo y grabaciones.
Desde el año 2012 hasta el 2015, la SCCC ha contado con las colaboraciones de los cantantes Nina, Cris Juanico, Beth y Manu Guix, y del saxofonista Pep Poblet en sus grabaciones y conciertos.

## Discografía
Primera etapa (La Principal de la Bisbal y Orquesta de Cámara de l'Empordà)
- Sardanas para el mundo (2008) - Sello discográfico Audiovisuales de Sarriá
- Inolvidables en concierto (2009)- Sello discográfico Audiovisuales de Sarriá
- Con Cataluña al corazón (2010) - Sello discográfico Audiovisuales de Sarriá

Segunda etapa (La Principal de la Bisbal y la Joven Orquesta de las Comarcas Gerundenses)
- Leyendas del Cine (2012) - Sello discográfico Tritón
- Leyendas del Musical (2013) - Sello discográfico Tritón
- Leyendas del Pop&Rock (2014) - Sello discográfico SCCC
- SCCC: The Very Best (2015) - Sello discográfico SCCC

## Instrumentos de La Sinfónica de Cobla y Cuerda
Violines I (14); Violines II (12); Violas (10), Violonchelos (8); Contrabajos (5); Flabiol (1); Tibles (2); Tenores (2); Trompetas (2); Trombones (1); Fiscorns (2); Percusión (7); Piano (1); Arpa (1); Guitarra solista (1); Guitarra eléctrica (1); Bajo eléctrico (1)